# Psephidonus
Psephidonus — род стафилинид из подсемейства Omaliinae.

## Описание
Основание коготков без поперечных лопастей.

## Систематика
К роду относятся:
- вид: Psephidonus globulicollis (Mannerheim, 1830)
- вид: Psephidonus kunzei (Heer, 1839)
- вид: Psephidonus nigrita (P.W. et J.Müller, 1821)
- вид: Psephidonus plagiatus (Fabricius, 1798)
- вид: Psephidonus suturalis (Fabricius, 1835)